# Aritmómetro electromecánico

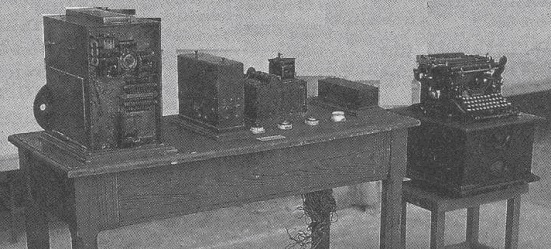
Aritmómetro Electromecánico de Torres Quevedo (1920).

El aritmómetro electromecánico es una máquina de calcular de tecnología electromecánica, la primera de su tipo, creada por Leonardo Torres Quevedo y presentada en París en 1920. Ésta calculadora, completamente automática, utiliza la tecnología de relés usada en los antiguos teléfonos, ofreciendo rapidez de cálculo, posibilidad de introducir circuitos lógicos, e incipiente memoria, aunque fallaba en la implementación del programa, que seguía dependiendo de las características físicas de la máquina. 

## Contexto histórico
Los sistemas de cálculo llevan usándose desde el siglo XVII, con el ábaco de Napier, la calculadora de Wilhelm Schickard, la Pascalina, y muchos más sistemas hasta que Babbage presentara su máquina diferencial en 1822, que estaba orientada a la resolución de cálculos muy complejos. En el siglo XIX los ingenieros de la época tenían muchos problemas con la resolución de ecuaciones diferenciales y polinomios, por lo tanto muchos trabajaron en máquinas que ayudaran con estos cálculos.
En el año 1893, Torres Quevedo presentó un estudio sobre las máquinas algebraicas, sobre cómo deberían de ser a partir de entonces y sus principales usos en el campo de la ingeniería. Después Torres Quevedo se dedicó a implementar sistemas mecánicos para la resolución de polinomios y demás cálculos complejos.

## Funcionamiento
En una máquina de escribir se anotan los datos de la operación aritmética que se desea realizar. Aquella transmite eléctricamente las indicaciones a la máquina propiamente dicha, que hace el cálculo y se comunica, a su vez, con la máquina de escribir, la cual a continuación de los datos escribe el signo ‘=’ y el resultado de la operación.

## Relevancias futuras
La ‘era electromecánica’ que inició Torres Quevedo con este aritmometro la prosiguió Louis Coufignal en 1938 en un estudio donde describe una computadora binaria electromecánica. Hacia 1940 se inicia lo que en pocos años se convertiría en la era de las computadoras. En resumen, esta calculadora digital de sistemas electromecánicos sitúa a Torres Quevedo como un pionero de la  automática actual y en buena parte de la informática que hoy conocemos.